# يوغي هارادا
يوغي هارادا (باليابانية: 原田洋二郎؛ بالكانا: はらだ ようじろう) هو موسيقي ومذيع ياباني، ولد في 1973 في طوكيو في اليابان، وتوفي في 27 مارس 2019.